# Список керівників держав 1398 року
Список керівників держав 1398 року — це перелік правителів країн світу 1398 року.
Список керівників держав 1397 року — 1398 рік — Список керівників держав 1399 року — Список керівників держав за роками

## Європа
- Англія
  - Король Англії — Річард II (1377—1399)
- Балканський півострів
  - Візантійська імперія — Мануїл II (1391—1425)
  - Айнос — Нікколо Гаттілузіо (1376—1409)
  - Аркадія (баронія) — Андронік Асень Дзаккаріа (1388—1401)
  - Артський деспотат — Гін Буа Шпата (1374—1399)
  - Герцогство Архіпелагу — Джакомо I Кріспо (1396/1397-1418)
  - Афінське герцогство — Антоніо I Аччаюолі (1395/1402-1435)
  - Ахейське князівство — Педро Бордо де Сан Суперан (1396—1402)
  - Друге Болгарське царство — Костянтин II Асен (1396/1397-1422)
  - Видинське царство — Костянтин II Асен (1396—1422)
  - Гірокаства (князівство) — Гьон Зенебіші (1386—1418)
  - Дукаджині (князівство) — володіння кількох братів
  - Боснійське королівство — король Олена Груба (1395—1398); Стефан Остоя (1398—1404)
  - Валонський деспотат — Руджина Жаркович (1396—1417)
  - Епірський деспотат — Ісав де Буондельмонті (1385—1411)
  - Зета (держава) — Джурадж II Балшич (1385—1403)
  - Кастріоті (князівство) — Пал Кастріоті (1389—1407)
  - Пфальцграфство Кефалонії та Закінфу — Карло I (1377—1429) і Леонардо II (1377—1399)
  - Кіпрське королівство — Яків I (1382—1398); Янус (1398—1432)
  - Берат (князівство) — Теодор Короне Музака (між 1389 і 1450)
  - Лесбос — архонт Франческо II Гаттілузіо (1384—1403)
  - Морейський деспотат — Феодор I Палеолог (1383—1407)
  - Моравська Сербія — Стефан Лазаревич (1389—1427)
  - Земля Бранковича — Юрій Бранкович (1397—1412)
- Балтія
  - Велике князівство Литовське — Вітовт (1392—1430)
    - Троцьке князівство — Вітовт (1392—1413)

  - Дерптське єпископство — Дитріх III Дамеров (1378—1400)
  - Езель-Вікське єпископство — Вінріх фон Кніпроде (1385—1419)
  - Курляндське єпископство — Отто (1371—1398)
  - Лівонський орден — ландмейстер — Веннемар фон Брюггеней (1389—1401)
  - Ризьке архієпископство — Йоганн V фон Валленроде (1393—1418)
  - Держава Тевтонського ордену — великий магістр Конрад фон Юнгінген (1393—1407)
- Білорусь
  - Глинське князівство — Олександр Глинський (1390—1399)
  - Турово-Пінське князівство — Федушко Васильович (1392—1398); Семен Васильович (1398—1399
- Князь Новгородський — Патрикій Наримунтович (1390-ті)
- Трапезундська імперія — Мануїл III (1390—1417)
- Ірландія
  - Айргіалла — Піліб Руад мак Бріайн (1371—1403)
  - Десмонд — Тадг на Майністрех Мак Карті Мор (1390—1428)
  - Тір Еогайн — Ніалл Ог мак Нейлл (1397—1403)
  - Томонд — король Бріан Шремах О'Бріан (1369—1400)
- Італія
  - Арборейський юдикат — Маріано V (1387—1407)
  - Венеційська республіка — дож Антоніо Веньєр (1382—1400)
  - Мантуя — капітано-дель-пополо Франческо I Гонзага (1382—1407)
  - Міланське герцогство — Джан Галеаццо Вісконті (1395—1402)
  - Мірандола (герцогство) (Ducato della Mirandola) — Франческо II Піко делла Мірандола (1360? — 1399)
  - Маркграфство Монферрат — Теодор II (1381—1418)
  - Неаполітанське королівство — Ладислав Неапольський (1386—1414)
  - Салуццо (маркграфство) — Томмазо III (1396—1416)
  - Сардинське королівство — Мартин (1396—1410)
  - Королівство Сицилія — Марія I (1377—1401)
  - Князівство Таранто — Оттон Брауншвейзький (1383/1388-1399)
  - Принц-єпископство Тренто — Георг фон Ліхтенштейн (1390—1419)
  - Урбіно (герцогство) — Антоніо II да Монтефельтро (1370? — 1404)
  - Феррарська сеньйорія — Нікколо III д'Есте (1393—1441)
  - Маркграфство Фінале — Лаззаріно II дель Карретто (1392—1412)
- Кавказ
  - Грузинське царство — Георгій VII (1393—1407)
  - Гурійське князівство — Кахабер I Гуріелі (1385—1410)
  - Самцхе-Саатабаго — Іване II Джакелі (1391—1444)
    - Арагві (еріставство) — Міхай (між 1380 і 1430)
- Німеччина
  - Герцогство Австрія — Вільгельм (1386—1406)
  - Князівство Ангальт — Ангальт-Бернбург — Оттон III (1374—1404); Ангальт-Цербст (князівство) — Альберт III (1382—1423); Ангальт-Дессау — Сигізмунд I (1396—1405); Ангальт-Кетен — Альберт IV (1396—1423)
  - Ансбах (князівство) — Йоганн III (бургграф Нюрнберга) (1398—1440)
  - Баварсько-Інгольштадтське герцогство — Стефан Чудовий (1392—1413)
  - Баварсько-Мюнхенське герцогство — Вільгельм III (1397—1435)
  - Баварсько-Штраубінзьке герцогство — Альбрехт I (1397—1404)
  - Баденське маркграфство — Бернгард I (1372—1431)
  - Байройт (князівство) — Йоганн III (бургграф Нюрнберга) (1398—1420)
  - Берг (герцогство) — Вільгельм I (1360—1408)
  - Берхтесгаден (пробство) — Ґреґоріус Шенк фон Остервітц (1394—1403)
  - Маркграфство Бранденбург — Йост Моравський (1388—1411)
  - Герцогство Брауншвейг-Люнебург — Бернгард І (1373—1434)
  - Принц-єпископство Бріксен — Ульріх ді Віенна (1396—1417)
  - Вадуц (графство) — Гартман IV (1361—1416)
  - Верле (сеньйорія) — Бальтазар (1393—1421)
  - Графство Вюртемберг — граф — Ебергард III (1392—1417)
  - Вюрцбург (принц-єпископство) — Герхард фон Шварцбург (1372—1400)
  - Гессен (ландграфство) — Герма (1376—1413)
  - Геттінген (князівство) — Оттон II (1394—1463); Йоганн III Гойя (1398—1424)
  - Принц-єпископство Гільдесгайм — Герхард фон Берг (1365—1398)
  - Гольштейн-Піннеберг — Отто I (1370? — 1404)
  - Гоя (графство) (Grafschaft Hoya) — Гойя-Гойя — Оттон III (1383—1428); Гойя-Ніенбург — Ерік I (1377—1426)
  - Архієпископ Зальцбургу — Григорій Шенк Остервіц (1396—1403)
  - Каммін (єпископство) — Ян Кропідло (1394—1398); Ніколаус фон Бок (1398—1410)
  - Герцогство Каринтія — Вільгельм (1386—1406)
  - Кельнське курфюрство — Фрідріх III фон Саарверден (1368/1370-1414)
  - Кенігсегг (Königsegg) — Ульріх IV (? — 1444)
  - Клеве (герцогство) — Адольф I (герцог Клеве) (1394—1417)
  - Констанц (князівство-єпископство) — Буркард I (1387—1398); Марквард фон Рандег (1398—1406)
  - Курпфальц — Рупрехт II (1390—1398); Рупрехт III (1398—1410)
  - Ландсгут-Баварське герцогство — Генріх XVI (1393—1450)
  - Ліппе-Детмольд — Симон III (1360—1410)
  - Любекське князівство-єпископство — Ебергард I фон Аттендорн (1387—1399)
  - Люнебург (князівство) — Генріх I (1388—1416)
  - Архієпископ Майнца Готфрід фон Лейнінген (1396—1397); Йоганн II фон Нассау (1397—1419)
  - Марк (графство) — Дітріх ІІ (1393—1398); Адольф I (герцог Клеве) (1394—1417) (1398—1448)
  - Маркграфство Мейсен — Вільгельм I (1381—1407)
  - Мекленбург-Шверін — Альбрехт IV Мекленбурзький (1384/1388-1412)
  - Мекленбург-Штаргард — Ульріх I (1393—1417)
  - Нассау-Саарбрюккен — граф Філіп I (1381—1429)
  - Нюрнберг (бургграфство) — Йоганн III (1397—1420) і Фрідріх VI (1397—1427)
  - Графство Ольденбург — Конрад II (1356—1401)
  - Падерборнське князівство-єпископство — Йоганн фон Гойя (1394—1399)
  - Герцогство Померанія — Слупське князівство — Богуслав VIII (1395—1402); князь Поморсько-Вольгастський Барнім VI (1394—1405)
  - Равенсберг (графство) — Вільгельм (1360—1408)
  - графство Рітберг — Конрад IV (1389—1428)
  - Саксен-Лауенбург — Еріх III (1370—1401)
  - граф Тиролю — Вільгельм (1386—1406)
  - Фельденц (графство) — Фрідріх III (1396—1444)
  - Хахберг-Заузенберг — Рудольф ІІІ (1384—1428)
  - Герцогство Штирія — Вільгельм (1386—1406)
  - Юліх-Берг — герцог Вільгельм I (герцог Гелдерна і Юліха) (1393—1402)
- Піренейський півострів
  - Королівство Арагон — Мартин (1396—1410)
  - Королівство Португалія — король Жуан I (1385—1433)
  - Королівство Наварра — Карл III (1387—1425)
  - Гранадський емірат — Мухаммад VII аль-Мустаїн (1392—1408)
- Польща — Владислав II Ягайло — 1387—1434
  - Бжезьке князівство — Людвік I Бжезький одноосібно (1368—1398); Генрих VII Бжезький (1398—1399)
  - Варшавське князівство (середньовічне) — Януш I Старший (1373—1429)
  - Глубчицьке князівство — Пржемисл I Опавський (1394—1433)
  - Герцогство Заган — Ядвіга Легницька (1393—1403)
  - Зембицьке князівство — Болеслав III Зембицький (1366? — 1410)
  - Козленське князівство — Конрад II Олесницький (1366—1403)
  - Люблінське князівство — Людвік I Бжезький (1347—1398)
  - Немодлінське князівство — Болько IV Опольський (1382—1400)
  - Олесницьке князівство — Конрад II Олесницький (1366—1403)
  - Опавське князівство — Вацлав I Опавський і Пржемисл I Опавський (1377—1433)
  - Освенцімське князівство — Ян III Освенцимський (1376—1405)
  - Сцинавське князівство — Пшемислав I Носак (1394—1404)
  - Легницьке князівство — Вацлав II Легницький (1368—1413; з 3 братами)
  - Опольське князівство — Владислав Опольчик (1375? — 1401)
  - Померанія-Щецін — Святобор I (1372—1413)
  - Прудницьке князівство — Катарина Опольська (1397—1420)
  - Тешинське герцогство — Пшемислав I Носак (1358—1410)
  - Севезьке князівство — Пшемислав I Носак (1368—1405)
  - Хойнувське князівство — Людвік I Бжезький (1359—1398); Генріх VII Бжезький (1398—1399)
  - Черське князівство — Януш I Старший (1381—1429)
- Білозерське князівство — Андрій Дмитрович (1389–1432)
- Брянське князівство — Дмитро Ольгердович Старший (1390—1399)
- Молозьке князівство — Федір Михайлович (1362—1408)
- Велике князівство Московське — Василь I Дмитрович (1389—1425)
- Велике князівство Нижньогородсько-Суздальське — Василь I Дмитрович (1393—1425)
- Ростовське князівство — Андрій Федорович (1364—1409)
- Велике князівство Рязанське — Олег Іванович (1351?-1402)
- Смоленське князівство — Вітовт (1395—1401)
- Стародубське князівство (Північно-Східна Русь) — Федір Андрійович (1380-ті — кінець I чверті XV ст.)
- Велике князівство Тверське — Михайло Олександрович (1368—1399)
- Кашинське князівство — Василь Михайлович (1395—1426)
- Углицьке князівство — Петро Дмитрович (1389 — 1405)
- Булгарський улус — Талича (між 1395 і 1420)
  - Холмське князівство (уділ Тверського) — Іван Всеволодович (1365—1402)
- Ярославське князівство — Іван Васильович Большой (?1380 — 1426)
- Румунія; Молдова
  - Волощина — господар Мірча I Старий (1396—1418)
  - Молдавське князівство — Стефан I Мушат (1394—1399)
- Скандинавія
  - королева Данії — Маргарита I Данська (1377—1412)
  - Королева Норвегії Маргарита I Данська (1388—1412)
  - Швеція — Маргарита I Данська (1389—1412)
- Угорське князівство — король Сигізмунд Люксембург (1387—1437)
- Україна —
  - Намісник Київський — Гольшанський Іван Ольгимонтович (1397—1401)
  - Белзьке князівство — Земовит IV (1387/1388-1426)
  - Подільське князівство — Спитко II Мельштинський (1395—1399)
  - Сіверське князівство — Федір Любартович (1393—1405)
  - Чернігівське князівство — Роман Михайлович (1361—1401)
  - Кримський улус — до 1417 — невідомі
  - Список консулів Генуезької Ґазарії — Еліано Чентуріоні Беккініоні (1392—1399)
- Королівство Франція — Карл VI Божевільний (1380—1422)
  - Герцогство Аквітанія — Джон Гонт (1390—1399)
  - пфальцграф Бургундії — Маргарита III (1384—1405)
  - Герцогство Бар — Роберт (1354—1411)
  - Брабант (герцогство) — Жанна Брабантська (1355—1406)
  - Графство Булонь — Жан II Овернський (1386—1404)
  - Бретонське герцогство — Жан V (1345—1399)
  - Бурбон (герцогство) — Людовик II де Бурбон (1356—1410)
  - Гельдерн (графство) — Вільгельм I (1380—1402)
  - Голландія — Альбрехт I (1388—1404)
  - Ено (графство) — Альбрехт I (1388—1404)
  - Графство Ла Марш — Жак II (1393—1435)
  - Люксембург (герцогство) — Йост Моравський (1388—1411)
  - Льєзьке єпископство — Йоганн III (1389—1425)
  - Мен (графство) — Людовік II Анжуйський (1384—1417)
  - Монбельяр (графство) — Генрієтта де Монфокон (1397—1444)
  - Монако — Луї (1396—1397; 1397—1402)
  - Намюр (графство) — Гільйом II (1391—1418)
  - Оранж (князівство) — Жан III де Шалон-Арле (1393—1417)
  - Савойське графство — Фелікс V (1391—1434)
  - Урхельське графство — Педро II (1347? — 1408)
  - Фландрія — Маргарита III (1384—1405)
  - Графство Фуа — Гастон ІІІ де Фуа (1391—1398); Ізабелла де Фуа (1398—1412)
- Король Богемії (Чехія) — Венцеслав (Вацлав) IV (1378—1419)
- Шотландія
  - Король Шотландії — Роберт III (1390—1406)
- Святий Престол; Папська держава — папа римський — Боніфацій IX (1389—1404)
- Вселенський патріарх — Матфей I (1397—1410)

## Азія
- Візантійська імперія — Мануїл II (1391—1425)
- Трапезундська імперія — Мануїл III (1390—1417)
- Близький Схід
  - Артукіди — правитель Мардіна Іса аз-Захір Надж ад-дін (1376—1406)
  - Мамелюцький султанат — Фарадж ан-Насір (1389—1405)
  - Айдиногуллари — адміністрація Тамерлана до 1402
  - Алайє (бейлик) (Alâiye Beyliği) — до 1402 невідомо
  - Герміяногулари — адміністрація Тамерлана до 1402
  - Дулкадір (бейлик) — Шабан Сулі-бей (1386—1398); Насір ад-Дін Мехмед-бей (1398/1399-1442)
  - Ерзінджан (емірат) (Erzincan Beyliği) — Мутагартен Бей (1379—1403)
  - Кандар (династія) — Ісфендіяр-бей (1385—1440)
  - Ментешеогуллари — османська адміністрація до 1402
  - Рамазаногуллари — Ахмед ібн Рамазан (1383/1384-1416)
  - Саруханогуллари — Хизир (1389—1402)
  - Таджеддіногуллари — Кара Махмуд (1394—1398); османська адміністрація до 1402
  - Хамідогуллари — османська адміністрація до 1402
  - Караманіди — османська адміністрація до 1402
  - Османська імперія — Баязід I Блискавичний (1389—1402)
  - Шаріфат Мекки — Хасан ібн Аджлан (1396—1424)
  - Емірат Хасанкейф (Emirate of Hasankeyf) — аль-Малік аль-Аділ Абу аль-Мафахір Фахр ад-Дін Сулейман (1364—1424)
- Персія
  - Ак-Коюнлу — Кара Осман (1389—1435)
  - Кара-Коюнлу — Кара Юсуф (1388—1399)
  - Держава Ширваншахів — Шейх-Ібрагім I (1382—1417)
- Расуліди — аль-Ашраф Ісмаїл I (1377—1400)
- Індія і Шрі-Ланка
  - Ахом — міжцарство до 1397; Судангпхаа (1397—1407)
  - Бахмані — Тадж уд-Дін Фіруз-шах Бахмані (1397—1422)
  - Бенгальський султанат — Гіяс ад-дін Азам-шах (1390—1411)
  - Віджаянагарська імперія — Харіхара II (1377/1379-1404)
  - Східні Ганги — Нарасімха Дева IV (1378—1425)
  - Гархвал (держава) — Каліян Шах (1389—1398); Сундар Пал (1398—1413)
  - Делійський султанат — Династія Туґлак — Нусрат-шах (1395—1399)
  - Джайпур (князівство) — Нара Сінґх (? — 1413)
  - Джайсалмер (князівство) — Кегар Сінгх II (1335—1402)
  - Джаунпурський султанат — Малік Сарвар (1394—1399)
  - Джодхпур (князівство) — Чунда (1383/1384-1428)
  - Кашмірський султанат — Сікандар-шах I (1389—1413)
  - Династія Малла — Джаяджйотірмалла (1395—1428)
  - Мевар (князівство) — Лакга Сінґх (1382—1421)
  - Мустанг (королівство) — Аме Пал (1380—1440)
  - Хандеський султанат — Малік Раджа Ахмад (1382—1399)
  - Джафна (держава) — Джеявіра Цінкаярян (1380—1410)
  - Династія Редді — Кумарагірі Редді (1386—1402)
  - Династія Самма — Джам Алі Шер (1391—1398); внутрішня боротьба до середини 15 століття
- Індонезія; Південно-Східна Азія
  - Аюттхая (королівство) — Рамарача (1395—1409)
  - Брунейська імперія — Мухаммад Шах (1368—1402)
  - Гантаваді — Разадаріт (1384—1421)
  - Дайв'єт — Тран Туан Тонг (Trần Thuận Tông; 1388—1398); Тран Тхіеу Де (Trần Thiếu Đế ; 1398—1400)
  - Ланна (держава) — Сенмуангма (1385—1401)
  - Лансанг — Самсенетаї (1372—1416)
  - Лемро — Сомон II (1374 — ? до 1406)
  - Пагаруюнг — Ананггаварман (1385? — 1417)
  - Маджапагіт — Вікрамавардхана (1389—1429)
  - Муанг Мао — Солонпа (1382—1399)
  - Могн'їн (князівство) — Сан-Хон Хпа (1393—1404)
  - Ава (М'янма) — Свасоке (1367—1400)
  - Сінгапура — Іскандар Шах (1389—1398). Малаккський султанат — Іскандар Шах (1398—1414)
  - Чампа — Сімхаварман VI (1390—1400)
  - Сукхотай (королівство) — Леутхай (1368—1399)
  - Сунда — Ніскала Васту Канчана (Niskala Wastu Kancana; між 1371 і 1475)
  - Кедах (султанат) — Сулейман Шах I (1373—1423)
  - Пагаруюнг (держава) — Ананггаварман (1375—1417)
  - Пасай — Зайн ал-Абідін I (1349—1406)
  - Тернатський султанат — колано Комала Пулу (1377—1432)
- Кхмерська імперія — Індрареатеа (1394—1401)
- Накхонситхаммарат (держава) — Махарачаданай (? — 1452)
- Китай; Монголія
  - Золота Орда — Тимур-Кутлук (1395—1399)
  - Чагатайський улус — Султан-Махмуд (1384—1402)
  - Тибет — десі (регент-володар) Дракпа Г'ялцен (1385—1432)
  - Династія Мін — Чжу Юаньчжан (1368—1398); Чжу Юньвень (1398—1402)
  - Династія Північна Юань — Нігулесугчі-хан (1392—1399)
- Окінава
  - Гокудзан — Ха (1395? — 1400?)
  - Нандзан — Шосатто (1314—1398)
  - Тюдзан — Буней (1397/1398-1406)
- Корея
  - Чосон — Тхеджо (1392—1398); Чонджон (1398—1400)
- Середня Азія і Сибір
  - Джалаїрський султанат — Гійас ад-дін Ахмад (1382—1410)
  - Ільхани — Газан-хан II (1357—1401)
  - Мавераннахр — Мухаммад-Султан Мірза (1398—1403)
  - Марашіян — до 1403 під владою Тимуридів
  - Міхрабаніди — Шах-і Шахан Абу'л Фатх (1383—1403)
  - Імперія Тимуридів — Тимур (1370—1405)
  - Тюменське ханство — Тохтамиш (1382? — 1406)
- Японія — Імператор Ґо-Комацу (1392—1412)

## Африка
- Адал — Саад ад-Дін II (1386—1403/1410)
- Бамум (держава) — мфон Нчаре Єн (1394—1418)
- Борну — Бірі III (1389—1421)
- Варсангалі (султанат) — гараад Сісіід (1392—1409)
- Імперія Волоф — Н'Діклам Саре (1390—1420)
- Імператор Ефіопії — Девіт I (1382—1413)
- Заяніди — Абу Заян II (1393—1399)
- Іфат — Са'ад ад-Дін II (1374—1403)
- Кілва (султанат) — Хусейн ібн Сулейман (1389—1412)
- Королівство Конго — Лукені Луа Німі (1395? — 1420)
- Імперія Малі — Маган III (1390—1400)
- Мариніди — Абу Амір Абдалах ібн Ахмад (1396—1398); Абу Саїд Усман III (1398—1420)
- Нрі — Езе Нрі Омалонесо (1390—1464)
- Мамелюцький султанат — Фарадж ан-Насір (1389—1405)
- Хафсіди — Абу Фаріс Абд аль-Азіз II (1394—1434)

## Південна Америка
- Королівство Куско — Явар Вакак (1380—1410)
- Тескоко (держава) — Течотлалатль (1357—1409)

## Північна Америка
- Ацкапоцалько — Тезозомок Макуецін (1343? — 1426)
- Маяпанська ліга — Кокоми; Кусам Коком (1396—1401)
- Імперія Пурепеча — Хікінгахе (1390—1420)
  - Теночтітлан — тлатоані Віцилівітль (1395—1414)
- Тлателолько — Куакуапіцауак (1352—1407)